# In Dying Arms
In Dying Arms ist eine Deathcore-Band aus Baltimore, Maryland. Sie gründete sich im Jahr 2006 und löste sich elf Jahre später vorübergehend auf. Im April 2020 gab die Band ihre Rückkehr bekannt.

## Geschichte
In Dying Arms wurde im Ende des Jahres 2006 in Baltimore, Maryland, Vereinigte Staaten gegründet. Nach mehreren Besetzungswechseln wurde im September 2009 die erste EP unter dem Titel This Is Retaliation in Eigenregie veröffentlicht. Das heutige Lineup der Band besteht aus Orion Stephens (Gesang), Justin Enriquez (Gitarre), John Myers (Gitarre), Terence Bright (Bassgitarre) und Alvin Richardson (Schlagzeug).
Nachdem die Gruppe im Januar 2010 ihre erste Tour absolviert hatte, erfolgte kurz darauf die Unterschrift bei einem Musiklabel. Noch im September desselben Jahres erschien das Debütalbum unter dem Namen Deprivation über Matchless Records, dem Label vom ehemaligen Chelsea-Grin-Gitarristen Chris Kilbourn.
Nachdem das Album auf große Resonanz innerhalb der Underground-Szene stoßen konnte, erschien im Januar 2011 die erste Single unter dem Namen Delusions. Im Oktober folgte das Nachfolger-Album, welches die Gruppe nach der Band selbst, also n Dying Arms nannte. Die Gruppe spielte bereits als Opener für Bands wie Motionless in White, Darkest Hour, In This Moment, As Blood Runs Black und Chelsea Grin.
Im September und Oktober 2011 tourte die Gruppe als Support von Volumes (Mediaskare Records) entlang der Westküste der Vereinigten Staaten. Im September 2012 wird die Gruppe gemeinsam mit The Last Ten Seconds of Life als Supportband von King Conquer auf deren „Devastation Of The Nation Tour“ zu sehen sein. Bereits Anfang des Jahres spielte In Dying Arms auf ausgewählten Shows mit Dr. Acula auf deren US-Tour.
Am 7. Juli 2012 wurde bekanntgegeben, dass die Gruppe einen Plattenvertrag mit Artery Recordings, wo auch Bands wie Chelsea Grin, For the Fallen Dreams und Vanna unter Vertrag stehen bzw. standen, unterschrieben haben. Am 25. September 2012 wurde Boundaries weltweit veröffentlicht. Nachdem es mehrere Jahre lang ruhig um die Band geblieben war, wurde am 19. Januar 2016 bekanntgegeben, einen Plattenvertrag bei Tragic Hero Records unterschrieben zu haben. Zeitgleich wurde das vierte Studioalbum namens Original Sin für den 1. April 2016 angekündigt.
Drei Wochen nachdem das zweite, nach der Band benannte Album, in remasterter Form am 13. Oktober 2017 neu aufgelegt wurde, kündigte die Gruppe ihre Auflösung an. Anfang April 2020 kündigte Sänger Orion Stephens das Comeback der Gruppe mit neuer Besetzung und einer neuen Single an. So wurden mit Noah Williamson und Andy Sapinkopf zwei neue Gitarristen und Nate White ein neuer Schlagzeuger vorgestellt.

## Musikstil
Die Gruppe spielt einen Mix aus Deathcore und Metalcore. Die Gruppe selbst bezeichnet ihren Musikstil als „Melodic Deathcore“. Zu den Einflüssen zählt die Gruppe Bands wie Whitechapel, Suicide Silence, Chelsea Grin und Emmure. Die Texte, welche von den Musikern der Band selbst geschrieben werden, handeln von persönlichen Erfahrungen der Bandmitglieder.

## Diskografie

### Singles
- 2011: Desolutions (Matchless Records)

### EPs
- 2009: This Is Retaliation

### Alben
- 2010: Deprivation (Matchless Records)
- 2011: In Dying Arms (Matchless Records, 2017 neu aufgelegt)
- 2012: Boundaries (Artery Recordings)
- 2016: Original Sin (Tragic Hero Records)